# 국제적 공중보건 비상사태
국제적 공중보건 비상사태(國際的公衆保健非常事態, 영어: public health emergency of international concern, PHEIC)는 대규모 질병 발생 중 국제적인 대응을 특히 필요로하는 것을 의미하며, 세계보건기구(WHO)가 선언한다.

## 대상
기존에는 황열병, 콜레라, 페스트 유행을 의미했었지만, 신흥 감염증이나 바이오 테러에 대응하는 필요성과 전염병 탐지 은폐 방지의 관점에서 국제 보건 규칙이 2005년에 개정되어 원인 불문하고 국제적으로 공중보건에 위협이 될 수있는 모든 사건이 대상이 되었다.

## 절차
세계보건기구(WHO) 회원국은 PHEIC를 감지한 후 24시간 이내에 WHO에 통보할 의무가 있으며, WHO는 그 통보 내용에 따라 PHEIC 확대 방지를 위한 신속한 조치를 취해야한다. 194개국에 통하는 법적 구속력로써, WHO에 의한 질병의 예방, 감시, 제어 대책이 강제력은 없지만 WHO는 출입국 제한을 권고할 수 있다.

## 역대 PHEIC 사례
2000년부터 지금까지 PHEIC로 지정된 사태는 총 8번으로 다음과 같다.
- 2009년 인플루엔자 범유행
- 2014년 야생형 폴리오의 세계적 유행
- 서아프리카 에볼라 유행
- 아메리카 지카 바이러스 유행 (2015년-현재)
- 2018-2019년 키부 에볼라 유행
- 2019-2022년 코로나바이러스감염증-19 유행
- 2022~2023년 II형 엠폭스 유행
- 2023~2024년 I형 엠폭스 유행

## 같이 보기
- 비상사태